# Megasema staudingeri
Megasema staudingeri là một loài bướm đêm trong họ Noctuidae.